# Can Vidalet
Can Vidalet - stacja metra w Barcelonie, na linii 5. Stacja została otwarta w 1976.